# Чэнхуанмяо

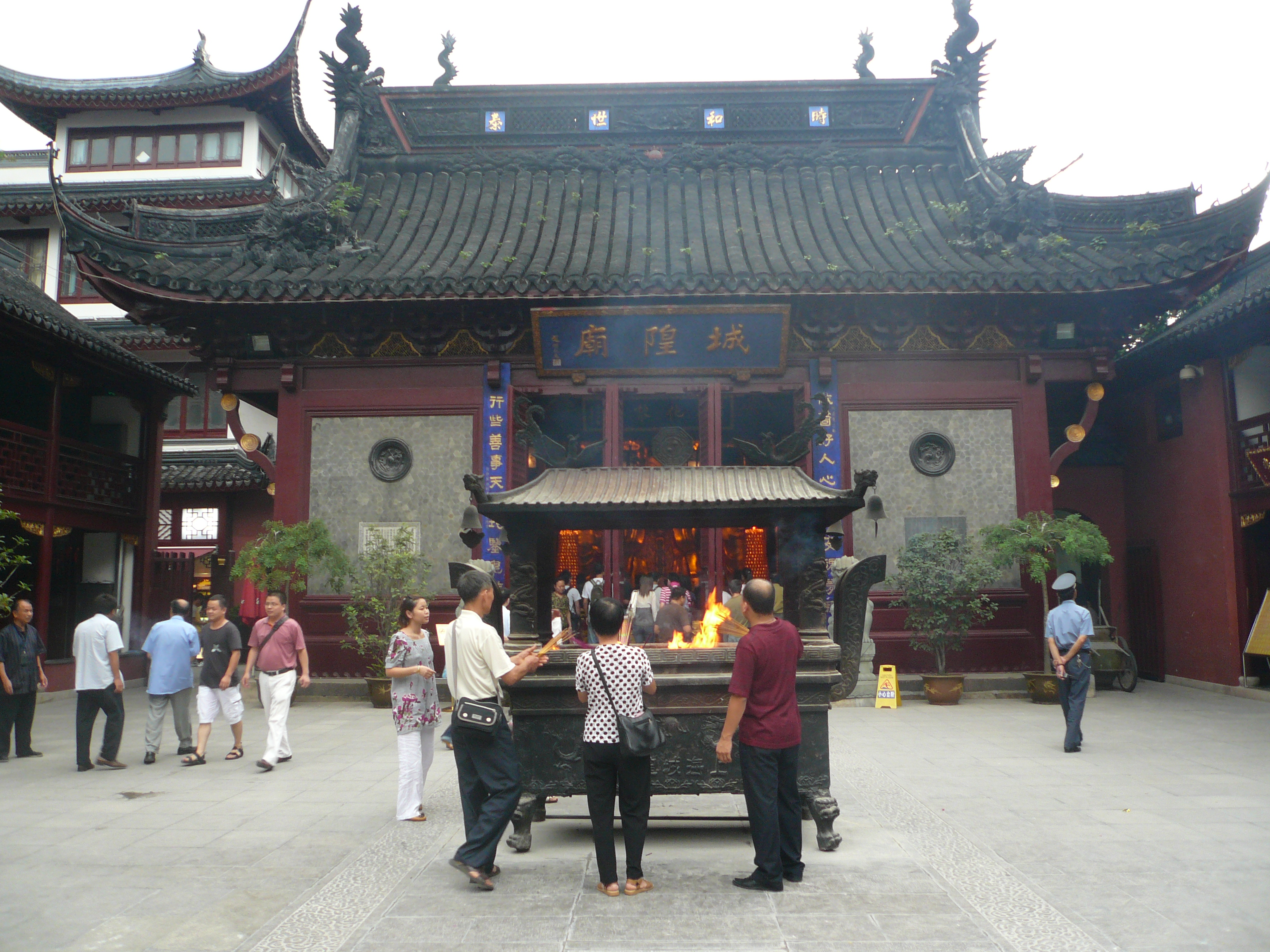
Чэнхуанмяо

Чэнхуанмяо (上海城隍庙, храм божества-покровителя города) — храм китайской народной религии в центре Шанхая, соединённый с садами Юйюань. Здесь молятся, поклоняясь Чэнхуану, божеству-хранителю города. В настоящее время шанхайцы так же называют торговый район вокруг храма. Здесь более ста зданий, большинству из которых уже более ста лет. Сейчас в этих зданиях расположены магазины, рестораны, универмаги и кафе, где продают блюда местной кухни.

## История
Чэнхуанмяо был построен в 1403 году. Храм первоначально был расположен на улице Фанбинь Чжунлу. На протяжении своего существования Чэнхуанмяо много раз разрушался и затем восстанавливался. Во время династии Цин выросла популярность храма. Нынешний вариант был построен в 1926 году. Торговцы вокруг Чэнхуанмяо стали собираться только после того, как Шанхай стал открытым портом. Благодаря им вокруг храма сформировался большой рынок, позже ставший оживлённым центром торговли. В наше время на территории рынка находится торговый комплекс «Юйюань шанчэн».